# Emil Brandt
Emil Brandt Ulloa es un dirigente político venezolano y coordinador del partido opositor Vente Venezuela en el estado Barinas. Es el cuarto coordinador regional del partido detenido en 2024 después de Guillermo López (Trujillo), Juan Freites (La Guaira) y Luis Camacaro (Yaracuy).

## Detención
Emil Brandt se ha desempeñado como jefe de campaña del partido opositor Vente Venezuela en el estado Barinas. Fue detenido el 8 de marzo de 2024 por funcionarios Servicio Bolivariano de Inteligencia (SEBIN), alrededor de las 7:00 p. m. (HLV), poco después de tener lugar una concentración de Vente Venezuela en el estado Barinas. De acuerdo con la prensa local, Brandt consiguió refugio en un taller mecánico en la urbanización El Cambio, en la ciudad de Barinas, al saber que estaba siendo buscado, donde fue encontrado por el operativo del SEBIN. Es el cuarto coordinador regional del partido detenido en 2024 después de Guillermo López (Trujillo), Juan Freites (La Guaira) y Luis Camacaro (Yaracuy).
A Brandt se le imputaron los delitos de «conspiración, asociación, violencia de género (física) y ultraje al funcionario».Tarek William Saab, fiscal general designado por la Asamblea Nacional Constituyente, presentó un vídeo en el que Emil decía que había un "plan desestabilizador financiado por la Agencia de los Estados Unidos para el Desarrollo Internacional (USAID)".

## Reacciones
La coalición opositora de la Plataforma Unitaria condenó la detención, declarando que violaba el Acuerdo de Barbados, firmado entre la oposición y el gobierno, y calificando la detención como arbitraria. Vente Venezuela también describió la detención como arbitraria,y María Corina Machado, la candidata presidencial y lideresa del partido, declaró: "Esta acción constituye una violación más al ya pisoteado Acuerdo de Barbados y demuestra que Maduro ha optado seguir ‘por las malas’. Exigimos una firme reacción de todos los actores nacionales e internacionales que apoyan una verdadera elección presidencial en Venezuela".Otros políticos opositores que rechazaron la detención fueron Andrés Velásquez, Juan Guaidó y Williams Dávila, al igual que el activista de derechos humanos Marino Alvarado.
Como respuesta a la detención de Emil, la excandidata presidencial colombiana Ingrid Betancourt criticó la relación entre el presidente Gustavo Petro y Nicolás Maduro, señalando la compra de petróleo y gas por parte de Colombia a Venezuela y diciendo que "Esto muestra doble moral, cinismo y muy poca humanidad por parte de Petro. Maduro debe responder por las violaciones de derechos humanos en Venezuela".